# Ольшанский, Николай Александрович
Николай Александрович Ольшанский  (1914 — 1984) — специалист в области сварки, доктор технических наук, профессор, заведующий кафедрой технологии металлов (1968-1984) Московского энергетического института. Под его руководством осуществлена первая в СССР электронно-лучевая сварка.

## Биография
Николай Александрович Ольшанский родился 24 ноября 1914 года в городе Новочеркасске Ростовской области.
В 1932 году окончил Московский механико-машиностроительный техникум. Устроился работать конструктором на завод № 67 г. Москвы.  В 1934 году поступил и в 1940 году окончил Московское высшее техническое училище им. Н. Э. Баумана (ныне Московский государственный технический университет имени Н. Э. Баумана). По окончании училища, до 1948 года работал на должностях инженера, заместителя начальника цеха,
помощника главного технолога, начальника технического бюро завода им. В.И. Ленина в городе Пермь.
В 1948 году поступил  в аспирантуру Московского высшего технического училища им. Н. Э. Баумана. Защитив в 1952 году кандидатскую диссертацию, стал работать в Московском энергетическом институте (МЭИ) на кафедре технологии металлов. Работал ассистентом, с 1953 года — доцент кафедры технологии металлов МЭИ.
В 1957 году впервые в СССР проводил исследования по электронно-лучевой сварке металлов. Его работы стали основой для разработки технологии электронно-лучевой сварки металлов и сплавов большой толщины, поликристаллов и монокристаллов горизонтальным и наклонным лучом. В созданной им в МЭИ лаборатории электронно-лучевой сварки разрабатывалась технология сварки активных и редких металлов, алюминиевых и титановых сплавов и др. Аналогичные работы проводились и в МВТУ. В 1965 году направление научной работы кафедры сварки МВТУ им. Н. Э. Баумана было изменено, а разработка электронно-лучевой технологии была полностью передана в МЭИ. В МЭИ перешла из МВТУ и часть сотрудников кафедры.
В 1963 году Николай Александрович защитил докторскую диссертацию на тему: «Сварка плавлением в вакууме — прогрессивный метод соединения металлов и неметаллов», получил ученую степень доктора технических наук. С 1963 по 1968 год — профессор кафедры технологии металлов МЭИ, с 1968 года — заведующий кафедрой технологии металлов МЭИ. Работал на этой должности по 1984 год.
По инициативе Н. А. Ольшанского с 1969 года кафедра технологии металлов МЭИ стала готовить инженеров по специальности «производство и монтаж оборудования АЭС». Под руководством профессора Ольшанского Н. А. в МЭИ подготовили и защитили диссертации 37 аспирантов из разных стран мира (З. В. Никифорова и др.).
Н. А. Ольшанский имеет 30 авторских свидетельств на изобретения, является автором около 200 научных работ, связанных с теорией и практикой сварочных процессов. Николай Александрович Ольшанский в разное время был председателем научно-методической комиссии по развитию научно-лабораторной базы МЭИ, членом редколлегии журнала «Сварочное производство», членом Научного Совета по сварке ГКНТ СССР им. Е. О. Патона, руководил учебным отделом газеты «Энергетик», издаваемой в МЭИ.

## Награды и звания
- Орден «Красной Звезды»
- «Заслуженный деятель науки и техники РСФСР»
- «Почетный доктор» Будапештского Технического университета

## Труды
- «Специальные методы сварки».
- Справочник «Сварка в машиностроении».